# Convento del Rosario
El convento del Rosario (en catalán: convent del Roser) es un edificio histórico del casco antiguo de Lérida. Antiguamente era conocido como convento de Santo Domingo y fue la sede del Convento de Predicadores de la orden de los Dominicos. Su construcción se inició en 1669.
El 12 de octubre de 1707, durante el Sitio de Lérida de la Guerra de Sucesión Española, el Convento fue incendiado por las tropas borbónicas. En su interior se encontraban 700 personas refugiadas, las cuales murieron a consecuencia del fuego de artillería de los sitiadores .
El edificio fue desamortizado a principios del siglo XIX y desde entonces tuvo diversos usos culturales y educativos, entre ellos como sede de las Facultades de Derecho y de Letras de la Universidad de Lérida, del Museo de Arte Jaime Morera y finalmente como sede de la Escuela Municipal de Bellas Artes de Lérida.
En el 2003 se anunció que el Roser se remodelaría para albergar un hotel de lujo de la cadena Paradores de Turismo, una empresa adscrita al Ministerio de Industria, Turismo y Comercio de España. La decisión fue criticada por varios grupos como la CUP de Lérida.
El proyecto definitivo de Paradores incluye la creación de 53 habitaciones y un aparcamiento subterráneo de 46 plazas.
El Parador de Lérida fue inaugurado por el presidente del Gobierno de España Mariano Rajoy Brey la mañana del 20 de julio de 2017 y recibió a los primeros clientes alojados el mediodía del 10 de agosto de 2017.